# Des ombres dans une bataille
Pour plus de détails, voir Fiche technique et Distribution.
Des ombres dans une bataille (Sombras en una batalla) est un film espagnol réalisé par Mario Camus, sorti en 1993.

## Synopsis
Ana, ancienne de l'ETA, est désormais vétérinaire avec son ami Darío dans le village de Bermillo de Sayago. Elle rencontre José, un homme séduisant mais qui faisait partie des GAL.

## Fiche technique
- Titre : Des ombres dans une bataille
- Titre original : Sombras en una batalla
- Réalisation : Mario Camus
- Scénario : Mario Camus
- Musique : Sebastián Mariné
- Photographie : Manuel Velasco
- Montage : José María Biurrún
- Production : Ramón Moya et Félix Murcia
- Société de production : Cayo Largo Films et Sogepaq
- Société de distribution : Colifilms Distribution (France)
- Pays :  Espagne
- Genre : Drame et thriller
- Durée : 106 minutes
- Dates de sortie : 
  -  Espagne : 10 septembre 1993
  -  France : 11 janvier 1995

## Distribution
- Carmen Maura : Ana
- Joaquim de Almeida : José
- Tito Valverde : Darío
- Sonia Martín : Blanca
- Ramón Langa : Fernando
- Isabel de Castro : la mère de José
- Elisa Lisboa : Amalia
- Suzana Borges : la femme de José

## Distinctions
Le film a été nommé pour quatre prix Goya et a remporté celui du meilleur second rôle masculin pour Tito Valverde et celui du meilleur scénario original.